# Pate
Pate nebo Paté je ostrov v Indickém oceánu, asi 3 km od východního pobřeží Afriky. Je to největší ostrov souostroví Lamu.

## Geografie
Ostrov měří od západu na východ  24 km, skládá se ze dvou částí spojených úzkou šíjí, která bývá za přílivu zaplavena. Rozloha ostrova je 80 km².  Největšími městy jsou Faza, Siyu a Pate Town, největším rybářským přístavem je Kizingitini. 
Většinu obyvatel ostrova tvoří Badžuni, dominantním náboženstvím je islám.

## Historie
O ostrově se zmiňuje již Periplus Maris Erythraei, plavební příručka z doby římského císařství. Podle vykopávek v lokalitě Shanga zde od 8. století existovalo svahilské osídlení, žil zde legendární hrdina Fumo Liyongo. Od roku 1203 existoval na Pate nezávislý domorodý sultanát, tzv. Kronika Pate patří k významným památkám předkoloniální africké literatury, působila zde také básnířka Mwana Kupona. 
Ostrov prosperoval jako významné centrum obchodu s hedvábím, zlatem a slonovinou, v 15. století ho na svých cestách navštívil Čeng Che a podle testů DNA mají někteří místní obyvatelé čínské předky. V roce 1587 ostrov napadli Portugalci a s 650 muži vypálili město Faza, protože místní šejk podporoval mořské piráty. Působila zde také augustiniánská misie, křesťanství se však na Pate neprosadilo. Známé zde bylo používání a výroba hudebního nástroje, známého jako Siwa. V roce 1858 vznikl rozšířením moci ostrova na pobřežní kmeny stát Wituland, který byl konkurentem Zanzibaru. V roce 1885 přijal vládce Ahmad ibn Fumo Bakari německý protektorát. V roce 1890 patřil Pate k územím, která Němci vyměnili s Velkou Británií za Helgoland a tím se stal součástí Britské východní Afriky. Od roku 1963 patří k nezávislé Keňské republice.
Na jihovýchodním pobřeží ostrova se nachází Shanga, významné archeologické naleziště. Vykopávky začaly v roce 1980 a odhalily, že první osídlení Shangy sahá až do 8. století.

## Přírodní podmínky
Ostrov Pate je plochý, jeho břehy lemují mangrovy a korálové útesy. Pěstuje se zde hřebíčkovec kořenný a kokosovník ořechoplodý, důležitý je také rybolov, stavba lodí, umělecká řemesla a turistický ruch. V okolním moři žijí dugongové a mořské želvy, byla zde proto vyhlášena mořská rezervace Kiunga.
Podnebí je rovníkové horké a suché. Průměrná roční teplota se pohybuje od 23 °C do 33 °C.  Na ostrově bývá sezónní nedostatek čerstvé pitné vody.